# Tereza Voříšková
Tereza Voříšková (Praga, 29 settembre 1989) è un'attrice ceca.

## Filmografia

### Televisione
- I Borgia (Borgia) – serie TV, 3 episodi (2011)
- Missing – serie TV, 8 episodi (2012)

### Cinema
- The Country Teacher, regia di Bohdan Sláma (2008)
- 2Bobule, regia di Vlad Lanné (2009)
- Alois Nebel, regia di Tomáš Luňák (2011)